# A Juvenile Love Affair
A Juvenile Love Affair è un cortometraggio muto del 1912 diretto da Charles Kent.

## Produzione
Il film fu prodotto dalla Vitagraph Company of America.

## Distribuzione
Distribuito dalla General Film Company, il film - un cortometraggio in una bobina - uscì nelle sale cinematografiche statunitensi il 30 luglio 1912.